# Charles Morris (homme politique)
Pour les articles homonymes, voir Charles Morris et Morris.
Charles Richard Morris (14 décembre 1926 - 8 janvier 2012) est un homme politique du parti travailliste britannique.

## Biographie
Morris fait ses études à Brookdale Park School, Manchester. Il est officier des postes et télégraphes et membre exécutif national du Syndicat des Postes 1959-1963. Il est conseiller municipal de Manchester City de 1954 à 1964.
Morris se présente au Parlement en 1959 à Cheadle sans succès et est élu député de Manchester Openshaw lors d'une élection partielle en décembre 1963, servant jusqu'à sa retraite aux élections générales de 1983, lorsque la circonscription est abolie.
Morris est secrétaire parlementaire privé de Harold Wilson, puis ministre d'État au ministère de l'Environnement à partir de 1974.

## Famille
Son frère, Alf Morris, est député travailliste de Manchester Wythenshawe de 1964 à 1997, et est créé pair à vie en tant que baron Morris de Manchester.
Il est marié à Pauline Dunn; leur fille, Estelle Morris, est également députée et ministre du Cabinet. Elle est faite pair à vie, en tant que baronne Morris de Yardley en 2005. Il est décédé en 2012.